# Jack Hunter (calciatore)
Jack Hunter (Sheffield, 13 agosto 1851 – Blackburn, 9 aprile 1903) è stato un calciatore inglese, di ruolo difensore.

## Carriera

### Club
Ha sempre giocato nel campionato inglese.

### Nazionale
Ha disputato otto partite con la maglia della nazionale inglese tra il 1878 e il 1882.

## Palmarès

### Club

#### Competizioni nazionali
- Coppa d'Inghilterra: 1

Blackburn Olympic: 1882-1883